# Oligonychus veranerae
Oligonychus veranerae är en spindeldjursart som beskrevs av Baker och Pritchard 1962. Oligonychus veranerae ingår i släktet Oligonychus och familjen Tetranychidae. Inga underarter finns listade i Catalogue of Life.